# Diocesi di Acquaviva
La diocesi di Acquaviva (in latino:  Dioecesis Aquavivensis) è una sede soppressa e sede titolare della Chiesa cattolica.

## Storia
Acquaviva è un'antica sede episcopale della Tuscia laziale, sulla via Flaminia, attestata nel V e nel VI secolo. La diocesi si sviluppò attorno ad una statio della via consolare, che nel corso del V secolo aveva assunto una certa importanza nella regione immediatamente a nord di Roma. Il sito è stato «localizzato all'altezza del km. 47 della strada statale Flaminia, in località Monte dell'Osteriola, nel territorio comunale di Civita Castellana».
La diocesi si stendeva lungo la via Flaminia in direzione di Roma; al suo territorio appartenevano i due cimiteri cristiani scoperti nell'Ottocento a Morlupo e a Rignano Flaminio.
Sono noti due vescovi Aquaevivensis. Paolo (o Paolino) prese parte al concilio romano del 465, indetto da papa Ilario e celebrato nella basilica di Santa Maria Maggiore il 19 novembre; Paolo sottoscrisse gli atti che stabilivano norme sulle ordinazioni episcopali e sulle nomine dei vescovi.
Il secondo vescovo storicamente documentato è Benigno (o Bonifacio), che prese parte al concilio lateranense indetto da papa Felice III nel 487, sulla disciplina da adottare nei confronti dei vescovi e del clero africani che, a causa delle persecuzioni di Unnerico, avevano abiurato la fede cattolica. Il suo nome è associato ad una decretale dello stesso papa dell'anno successivo, in cui vengono affrontati i casi dei cristiani che hanno ricevuto dagli ariani un secondo battesimo. Nel concilio indetto da papa Gelasio I nel 495 prese parte un vescovo Benigno, ma senza indicazione della sede di appartenenza; non è da escludere che si tratti del medesimo personaggio. Benigno è documentato ancora in altre tre occasioni, nei concili indetti all'epoca di papa Simmaco nel 499, nel 501 e nel 502, celebrati per risolvere lo scisma creatosi nella Chiesa romana per l'elezione contemporanea di due vescovi, Simmaco e Laurenzio.
Dopo il 502 non si hanno più notizie della diocesi di Acquaviva. Il suo territorio fu probabilmente annesso a quello della diocesi di Santa Rufina o della diocesi di Lorium, per poi confluire nella diocesi di Porto-Santa Rufina dall'XI secolo.
Fu a lungo dibattuta la reale appartenenza di questi vescovi alla sede laziale. Già Ferdinando Ughelli, nella sua Italia sacra, riconosceva che erano tre le antiche città Aquaevivae che potevano identificarsi come la probabile sede dei vescovi sopra citati: quella laziale, un'altra in Campania e la città di Acquaviva delle Fonti in Puglia. Gli autori hanno di volta in volta attribuito i vescovi Paolo e Benigno a questa o a quella sede. Secondo Giuseppe Pupillo, «la semplice testimonianza dei cronisti, non supportata al momento da una documentazione probante, lascia ancora insoluta la questione». Lanzoni, Duchesne, Mommsen e De Vit attribuiscono i vescovi Aquaevivensis alla sede laziale.
Dal 1968 Acquaviva è annoverata tra le sedi vescovili titolari della Chiesa cattolica; dal 12 novembre 2012 l'arcivescovo, titolo personale, titolare è Fortunatus Nwachukwu, segretario della sezione per la prima evangelizzazione e le nuove Chiese particolari del Dicastero per l'evangelizzazione.

## Cronotassi

### Vescovi
- Paolino (o Paolo) † (menzionato nel 465)
- Benigno (o Bonifacio) † (prima del 487 - dopo il 502)

### Vescovi titolari
- Vicente Faustino Zazpe † (3 agosto 1968 - 13 agosto 1969 succeduto arcivescovo di Santa Fe de la Vera Cruz)
- Federico Guba Limon, S.V.D. † (7 gennaio 1972 - 7 febbraio 1973 succeduto arcivescovo di Lingayen-Dagupan)
- Luigi Rovigatti † (10 febbraio 1973 - 13 gennaio 1975 deceduto)
- Giovanni De Andrea † (14 aprile 1975 - 19 gennaio 2012 deceduto)
- Fortunatus Nwachukwu, dal 12 novembre 2012